# جين باك
جين باك (بالإنجليزية: Gene Buck)‏ هو كاتب أغاني وشاعر أمريكي، ولد في 7 أغسطس 1885 في ديترويت في الولايات المتحدة، وتوفي في 25 فبراير 1957 في مانهاست في الولايات المتحدة.

## وصلات خارجية
- جين باك على موقع IMDb (الإنجليزية)
- جين باك على موقع ميوزك برينز (الإنجليزية)
- جين باك على موقع قاعدة بيانات برودواي على الإنترنت (الإنجليزية)